# Доротея Вільгельміна Саксен-Цайцька
Доротея Вільгельміна Саксен-Цайцька (нім. Dorothea Wilhelmine von Sachsen-Zeitz, 20 березня 1691 — 17 березня 1743) — принцеса Саксен-Цайцька з Альбертинської лінії Веттінів, донька герцога Саксен-Цайцького Моріца Вільгельма та бранденбурзької принцеси Марії Амалії, дружина принца Гессен-Кассельського Вільгельма.

## Біографія
Народилась 20 березня 1691 року в Моріцбурзькому замку. Була другою дитиною та старшою донькою в родині герцога Саксен-Цайцького Моріца Вільгельма та його дружини Марії Амалії Бранденбург-Шведтської. Старший брат помер немовлям до її народження. Згодом в сім'ї з'явилося троє молодших дітей, але всі вони пішли з життя в ранньому віці.
Батько цікавився давніми мовами, а також релігійними й історичними питаннями, листувався з Лейбніцом, склав власне генеалогічне дерево, аби довести своє походження від Аттіли. Матір грала активну роль у політиці, сприяла розвитку будівництва у герцогстві.
У 26-річному віці Доротея Вільгельміна стала дружиною 35-річного принца Гессен-Кассельського Вільгельма. Наречений був середнім сином правлячого ландграфа Гессен-Касселю Карла. Весілля відбулося 27 вересня 1717 року в Цайці. У подружжя народилося троє дітей.
Кароліна Бранденбург-Ансбаська змальовувала Доротею Вільгельміну герцогині Орлеанській як «некрасиву жінку, що має дивну голову». Принцеса через певний час почала страждати на душевну хворобу і від 1725 року не з'являлася на публіці. 
Від 1730 року її чоловік був регентом Гессен-Касселю від імені свого брата Фредеріка I, якого обрали королем Швеції. Першою  леді двору стала коханка Вільгельма, Крістіна фон Бернгольд, якій він ще за життя дружини дарував титул графині.
Доротея Вільгельміна пішла з життя 17 березня 1743 року в Касселі. Була похована у князівській крипті місцевої церкви Святого Мартіна.
У квітні 1751 року Вільгельм став правлячим ландграфом Гессен-Касселю.

## Родина

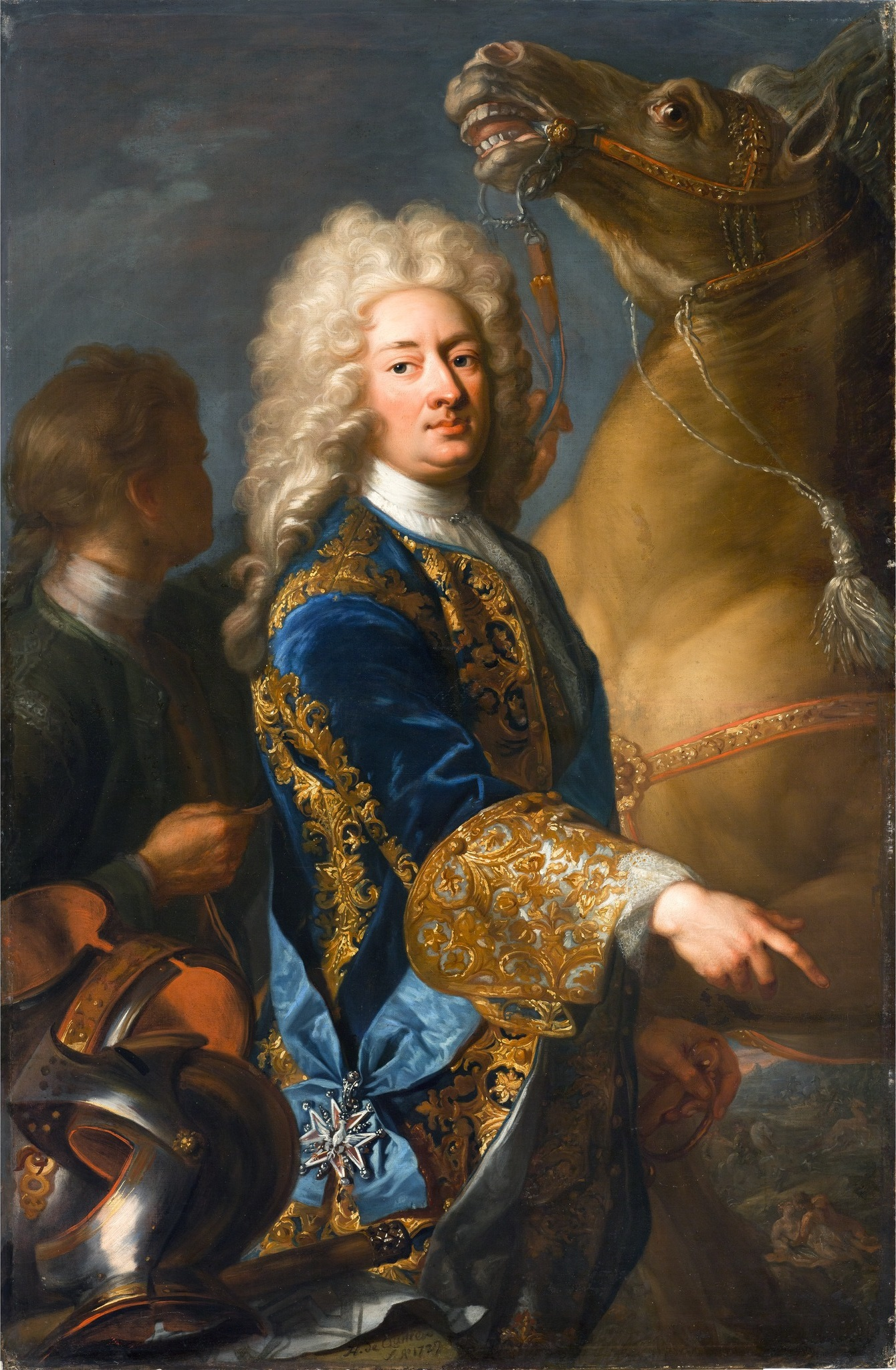
Портрет Вільгельма пензля Г. Г. де Квітера-молодшого, 1729, Королівський замок у Варшаві

Чоловік — Вільгельм Гессен-Кассельський
Діти:
- Карл (1718—1719) — прожив 1 рік;
- Фрідріх (1720—1785) — ландграф Гессен-Касселю з 1760 року, перший шлюб з Марією Великобританською, другий шлюб з Філіпіною Бранденбург-Шведтською, мав чотирьох синів від першого шлюбу;
- Марія Амалія (1721—1744) — наречена маркграфа Бранденбург-Шведтського Карла Фрідріха, дітей не мала.